# Гласник Пољопривредне коморе Дунавске бановине
Гласник Пољопривредне коморе Дунавске бановине је информативни лист за припаднике Пољопривредне коморе, који је излазио у периоду од 1939. до 1941. године у Новом Саду.

## О часопису
Први број Гласника Пољопривредне коморе Дунавске бановине изашао је у Новом Саду, 25. априла 1939. године. Часопис је излазио до 1. марта 1941. године.
Власник за Пољопривредну комору Дунавске бановине би је Милан Баџак до броја 3, 1940. године, а од броја 4, 1940. године био је Сава Вујић.
Од 1940. године имао је стални додатак "Пијаца".

## Тематика
Као лист Пољопривредне коморе Дунавске бановине од 1939. године, часопис је имао за циљ да информише све запослене о раду Пољопривредне коморе, као и о стању, интересима и потребама наше пољопривреде. Све што је било у вези са интересима и потребама пољопривредника, поњопривреде и села налазило се у овом часопису.

## Уредници
Уредник првог броја је био Јован Рогулић. 
Уредник од броја 2 (1939) био је Борислав Костић.

## Штампарије
- Прва три броја 1939. године штампала је Штампарија Дунавске бановине у Новом Саду.
- Од броја 4, 1939. па до броја 3, 1940. године Штампарија Дан у Новом Саду.
- Од броја 4, 1940. године Штампарија Уранија у Новом Саду